# Río Potomac
El río Potomac (pronunciación en inglés: /pəˈtoʊmək/) es un río de la costa Atlántica de los Estados Unidos que desemboca en la bahía de Chesapeake. Tiene una longitud aproximada de 665 km y drena una cuenca hidrográfica de cerca de 38 000 km². El Potomac es el cuarto río de la costa Atlántica estadounidense en términos de área drenada y ocupa el puesto 21.º en la clasificación del país. Más de 5 millones de personas viven en sus riberas, donde las precipitaciones suministran más de 8 m³ (8000 litros) de agua por persona al año.
El 11 de septiembre de 1997 el presidente Bill Clinton designó este río como uno de los catorce que integran el sistema de ríos del patrimonio estadounidense.

## Geografía

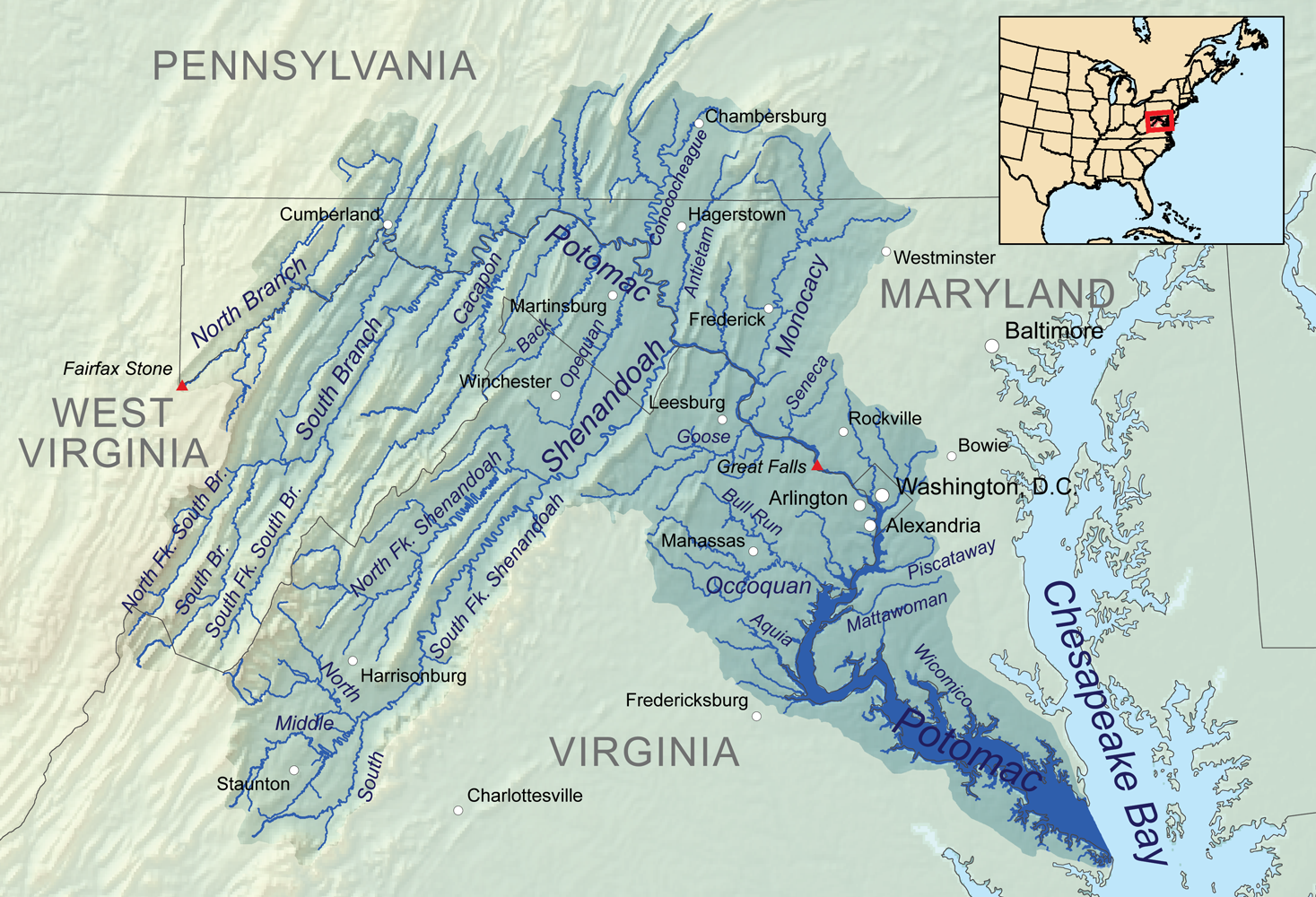
Mapa del río Potomac, en el que aparecen las principales ciudades a su orilla

El río forma parte de la frontera entre Maryland y Washington D. C. en la orilla izquierda y Virginia Occidental y Virginia en la orilla derecha. La rama baja del río Potomac está considerado como parte de Maryland, con la excepción de una pequeña porción que se encuentra en el Distrito de Columbia. Exceptuando una pequeña porción de sus aguas iniciales en Virginia Occidental, la rama norte del río Potomac se considera parte de Maryland hasta la parte más baja del nivel del agua en la orilla opuesta. En la rama sur del río Potomac, este cruza el estado de Virginia Occidental exceptuando su inicio que está en Virginia.
El río Potomac recorre 616 km  desde Fairfax Stone en Virginia Occidental hasta Point Lookout en Maryland y riega 38 018 km². El caudal medio es de 306,6 m³/s. El mayor caudal registrado en el Potomac pasando por Washington fue en marzo de 1936, cuando este llegó hasta los 12 000 m³/s. El caudal más bajo registrado fue en el mismo lugar con 17 m³/s por segundo en septiembre de 1966. 
Tiene dos fuentes: el ramal Norte se encuentra en Fairfax Stone, en la frontera de los condados de Grant, Tucker y Preston de Virginia Occidental; y el ramal Sur se encuentra cerca de Hightown al norte del condado de Highland, Virginia. Las dos ramas del río confluyen al este de Green Spring en el condado de Hampshire (Virginia Occidental) para formar el Potomac.
Una vez que el Potomac cae desde el Piedmont a la planicie cercana a la costa, las mareas tienen mayor fuerza. Se nota desde Washington D. C. en adelante. La salinidad en el estuario del río crece con la cercanía a la desembocadura. El estuario se hace más ancho, alcanzando los 17 km en la boca del río, entre Point Lookout (Maryland) y Smith Point (Virginia) antes de desembocar en la bahía de Chesapeake.